# Schweinheimer Mühle

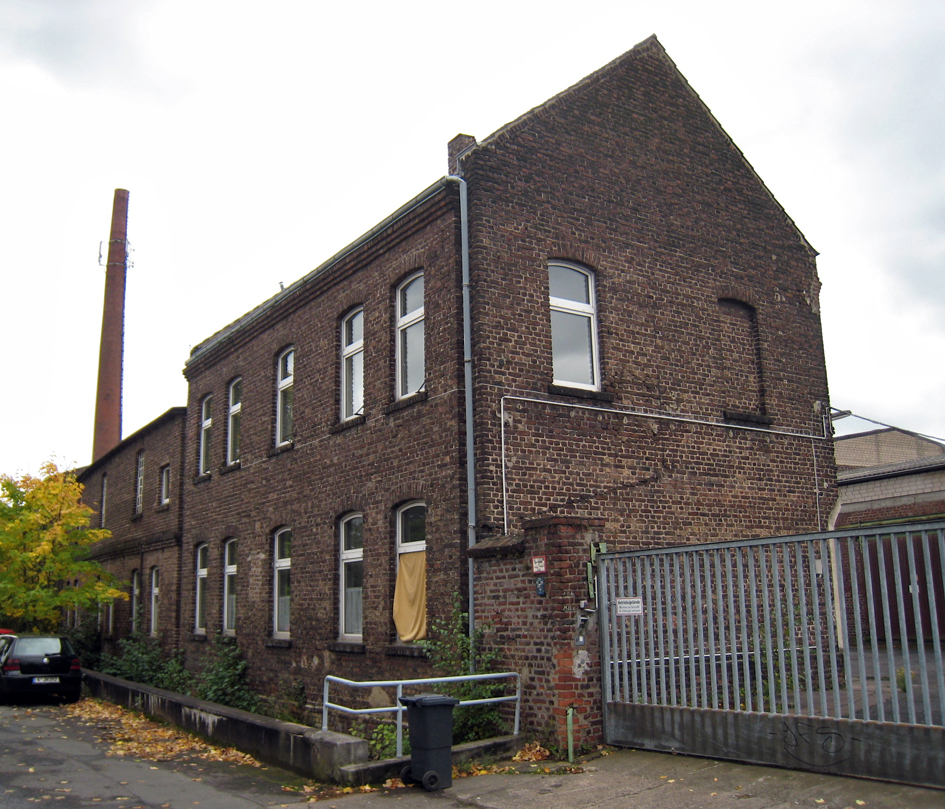
Die Schweinheimer Mühle 2012

Die Schweinheimer Mühle war eine Wassermühle in Köln-Holweide an der Strunde.

## Geschichte
In den Jahren 1322 bis 1324 wurden erstmals abteilische Mühlen zu Schweinheim der Benediktinerabtei Sankt Pantaleon zu Cöln urkundlich erwähnt. Der Schleifer Johann zu Schweinheim unterhielt 1582 die Schleifmühl zu Schweinem. Sie wurde 1647 in eine Vollmühle (Walkmühle) umgewandelt und im Jahr 1651 an die Meister des Cölner Wollenamtes verpachtet. Um 1773 handelte es sich um eine Getreide- und Ölmühle, in der vorübergehend eine Kornbrennerei eingerichtet war. Sie diente lange Zeit für die Anwohner in der Umgebung als Zwangsmühle.
Nach dem Deutsch-Französischen Krieg 1870/71 entstand auf dem Gelände der Schweinheimer Mühle eine Packpapierfabrikation. Bereits 1873 wurde die Mühle zu einer kleinen Fabrik umgebaut, in der zunächst Pappen und später Fliegenleimrollen hergestellt wurden, die in Wohnungen und Stallungen hingen und dadurch die Fliegenplage für Mensch und Tier in der Sommerzeit einigermaßen erträglich machten. Ein Großfeuer zerstörte 1896 die Schweinheimer Mühle, sie wurde jedoch nach kurzer Zeit wieder aufgebaut. Die Gebrüder Martin übernahmen 1900 den Betrieb und richteten eine Baumwollbleicherei zur Herstellung von Verbandwatte ein. Nach 1905 ersetzte man das alte unterschlächtige Wasserrad durch ein Rad aus Eisen. Nach dem Tod der beiden Brüder übernahm gegen Ende des Ersten Weltkriegs die langjährige Angestellte Behrendt die Geschäftsleitung.

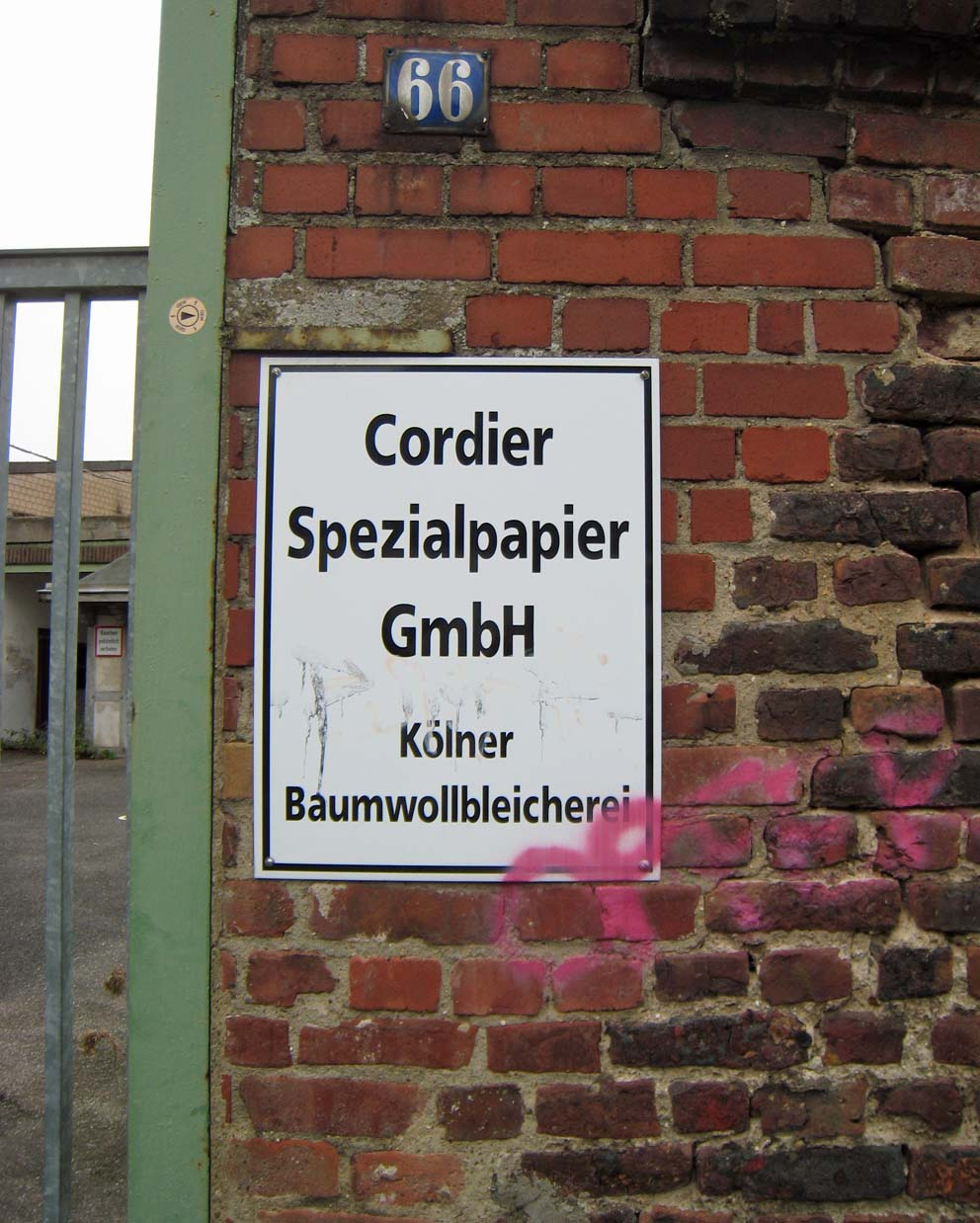
Eingang zur Schweinheimer Mühle, Schweinheimer Str. 66

1934 ging der Betrieb in Konkurs und wurde von dem Schweizer Unternehmen SAPT (Societé Anonyme Pour Textile) als Hauptgläubiger übernommen. Anschließend wurde er in die arisierte Fassung Bastfaser GmbH umbenannt. Man produzierte während des Zweiten Weltkriegs aus Abfallprodukten von Flachs und Hanf Maschinengewehrgurte. Ab 1950 stellte man die Produktion wieder auf Verbandwatte und sonstige Verbandstoffe um. Das zuletzt tätige Unternehmen Cordier Spezialpapier GmbH stellte den Betrieb im November 2009 ein. Seit dieser Zeit ist das Gelände verwaist.